# Old and New Dreams
Old and New Dreams war ein US-amerikanisches Avantgarde-Jazz-Quartett, das von 1976 bis 1987 bestand.
Old and New Dreams wurden im Jahre 1976 von drei ehemaligen Mitgliedern des Ornette Coleman Quartetts, dem Trompeter Don Cherry, dem Bassisten Charlie Haden und dem Schlagzeuger Ed Blackwell, zusammen mit Dewey Redman, einem weiteren ehemaligen Sideman Colemans, als Bandprojekt gegründet. Entsprechend stark sind viele Titel des Quartetts dem Werk des Free-Jazz-Pioniers verpflichtet, wie Lonely Woman auf dem ersten Album, Broken Shadows auf Playing und Happy House auf dem letzten Album von 1987, die als „dramatische Kabinettstücke“ behandelt wurden, so John Litwiler. Außerdem spielte das Quartett Kompositionen aller Bandmitglieder und verarbeitete dabei Einflüsse afrikanischer Musik (Togo, 1979), aber auch des New Orleans Jazz (auf dem Livealbum A Tribute to Blackwell).
Die Formation fand zunächst gelegentlich einer Tournee zusammen und ging dabei zum ersten Mal ins Aufnahmestudio. Auf dem Black Saint Label erschien 1976 ein Studioalbum, mit dem Namen der Band als Titel sowie später das im November 1987 entstandene Livealbum A Tribute to Blackwell, das das letzte Konzert anlässlich einer Geburtstagsfeier für Blackwell dokumentiert. Die Gruppe veröffentlichte zudem zwei Alben auf dem Label ECM Records, Old and New Dreams aufgenommen im Osloer Talent Studio im August 1979 und das Livealbum Playing, aufgenommen im Juni 1980 in Bregenz. 2017 erschien noch das Album Live in Saalfelden, 1986 bei Condition West Recordings.
Blackwell starb 1992, Cherry 1995, Redman 2006 und Haden im Jahr 2014.

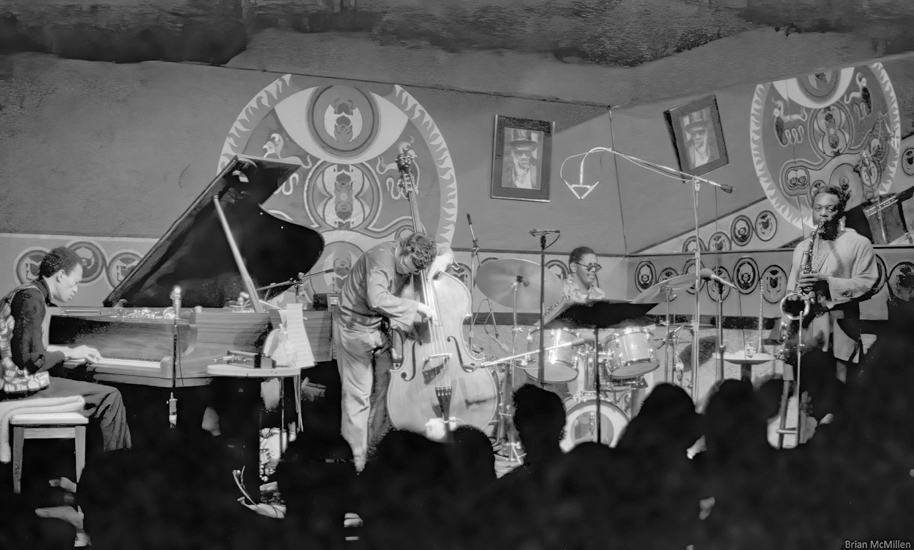
Old and New Dreams bei einem Auftritt im Keystone Korner, San Francisco1978